# Al-Madina Stadium
Al-Madina Stadium – stadion piłkarski w Bagdadzie w Iraku.
Stadion jest jedną z aren Mistrzostw WAFF U-23 2023. Pojemność stadionu wynosi 32 000, a koszt realizacji budowy stadionu wyniósł 100 mln $.

## Czas budowy
Początkowo zakończenie prac planowano na 2014 rok, jednak z powodu wybuchu wojny z państwem islamskim i kryzysu w kraju. W 2015 roku porwano 18 robotników z placu budowy, na szczęście wszystkich uwolniono.

## Inauguracja
Z powodu pandemii COVID-19, mecz inauguracyjny nie został rozegrany w 2018, lecz dopiero w grudniu 2019 roku. Było to spotkanie finałowe w ramach Mistrzostw Azji U-18. Gospodarze (Irak) zmierzyli się tam z Libanem i wygrali po rzutach karnych.

## Dach
Początkowo dach miał zostać zrobiony z blachy, jednak zastosowano inne rozwiązanie - użyto poliwęglanu w kolorze czarnym i fioletowym. Na południowej i północnej stronie dachu zamontowano panele słoneczne.